# Patrycja Pożerska
Patrycja Pożerska (* 12. Juli 1984 in Stettin) ist eine polnische Fußballspielerin.

## Karriere

### Vereine
Pożerska startete ihre Karriere mit Pogoń Stettin. Nachdem sie die Jugendteams von Pogon durchlaufen hatte, wechselte sie im Sommer 1999 zu Kolejarz Łódź. 2001 verließ sie ihren Verein und wechselte zum KS AZS Wrocław. In Wrocław spielte sie acht Jahre, bevor sie ein Angebot des polnischen Rekordmeisters RTP Unia Racibórz annahm. Bei Unia entwickelte sie sich zur Leistungsträgerin und holte fünf Titel. Die Außenbahnspielerin wechselte im Frühjahr 2013 nach Deutschland zum Zweitligisten SV Bardenbach. Im Sommer 2013 kehrte sie Bardenbach bereits wieder dem Rücken und wechselte zu Blau-Weiß Hohen Neuendorf. Am 31. Januar 2014 wechselte sie gemeinsam mit Landsfrau Agata Tarczyńska von Hohen Neuendorf zum neugegründeten Frauen-Bundesliga-Team MSV Duisburg. Nachdem Pożerska zu neun Einsätzen für den MSV Duisburg gekommen war, kehrte sie im Mai 2014 nach Polen zurück und unterschrieb beim Ekstraliga-Team Zagłębie Lubin. Seit 2015 spielt sie erneut in der 2. Bundesliga für Blau-Weiß Hohen Neuendorf.

### Nationalmannschaft
Pożerska debütierte am 23. Mai 2001. Zuvor bestritt sie 20 Länderspiele und erzielte 8 Tore für U18-Nationalmannschaft.